# Utchan Ira
Der Utchan Ira (portugiesisch Lagoa Utchanira) ist ein Salzsee im osttimoresischen Suco Com (Verwaltungsamt Lautém, Gemeinde Lautém), im Osten des Landes. Der See hat eine Fläche von 0,318 ha.
Der Utchan Ira ist der mittlere der drei Seen von Ran, einem Gebiet nördlich des Ortes Com, etwa 100 Meter von der Küste der Straße von Wetar und 50 Meter von der Straße von Lautém nach Com. Der Umun Ira liegt nördlich, der Lua Ira südlich. Auch außerhalb der Regenzeit fallen die Seen nicht trocken. Die Region gehört zum Nationalpark Nino Konis Santana. Die Seen gelten darin als ein besonders schützenswertes Gebiet, aufgrund der zahlreichen Wasservögel, die hier in baumbewachsenen Savannen, am Strand und in salzigen Watt leben. Das Gebiet der Seen wird vom Fataluku-Clan (Ratu) Kati beansprucht. Brandrodung zum Ackerbau, illegaler Holzeinschlag und Jagd bedrohen das Biotop.